# CARIFTA Games 2025
Die 52. CARIFTA Games fanden vom 19. bis zum 21. April 2025 im Hasely Crawford Stadium in Port of Spain, der Hauptstadt Trinidad und Tobagos statt. Teilnahmeberechtigt waren alle Staaten, die Teil der Caribbean Free Trade Association (CARIFTA) sind. Es wurden Wettbewerbe in der U20-Altersklasse und in der U17-Altersklasse ausgetragen.

## Männer U20

### 100 m
| Platz | Athlet           | Land | Zeit (s) |
| ----- | ---------------- | ---- | -------- |
| 1     | Jamal Stephenson | JAM  | 10,24    |
| 2     | Dylan Woodruffe  | TTO  | 10,30    |
| 3     | Ethan Sam        | GRN  | 10,41    |
| 4     | Ylann Bizasene   | GLP  | 10,43    |
| 5     | Antonio Powell   | JAM  | 10,51    |
| 6     | J'Den Jackson    | IVB  | 10,52    |
| 7     | Aiden Kelly      | BHS  | 10,53    |
| 8     | J'Mar Saunders   | VIN  | 12,14    |

Finale: 19. April
Wind: −1,4 m/s

### 200 m
| Platz | Athlet            | Land | Zeit (s) |
| ----- | ----------------- | ---- | -------- |
| 1     | Jayden Green      | BAR  | 20,93    |
| 2     | Tyreece Foreman   | JAM  | 20,95    |
| 3     | Junior Galimore   | JAM  | 21,01    |
| 4     | Miles Outerbridge | BER  | 21,14    |
| 5     | Daeshaun Cole     | TTO  | 21,25    |
| 6     | J'Den Jackson     | IVB  | 21,42    |
| 7     | Walton Alleyne    | GUY  | 21,60    |
| 8     | Hakeem Chinapoo   | TTO  | 21,60    |

Finale: 21. April
Wind: +0,6 m/s

### 400 m
| Platz | Athlet               | Land | Zeit (s) |
| ----- | -------------------- | ---- | -------- |
| 1     | Zion Miller          | BHS  | 46,51    |
| 2     | Malachi Austin       | GUY  | 46,54    |
| 3     | Da Shaun Lezama      | TTO  | 47,43    |
| 4     | Tarell Johnson-Rouse | BAR  | 47,58    |
| 5     | Kaidon Persaud       | GUY  | 48,26    |
| 6     | Nazario Gumbs        | AIA  | 48,93    |
|       | Tajh-Marques White   | JAM  | DNF      |
|       | Marchino Rose        | JAM  | DNF      |

Finale: 19. April

### 800 m
| Platz | Athlet                | Land | Zeit (min) |
| ----- | --------------------- | ---- | ---------- |
| 1     | Shavan Jarrett        | JAM  | 1:51,19    |
| 2     | Deangelo Brown        | GRN  | 1:51,21    |
| 3     | Aaron Morris          | BAR  | 1:51,90    |
| 4     | Keeran Sriskandarajah | TTO  | 1:52,21    |
| 5     | Javon Roberts         | GUY  | 1:52,53    |
| 6     | Kaidon Persaud        | GUY  | 1:52,56    |
| 7     | Joel Morgan           | JAM  | 1:53,24    |
| 8     | Carlos Brison Cainez  | SXM  | 1:55,45    |

Finale: 21. April

### 1500 m
| Platz | Athlet          | Land | Zeit (min) |
| ----- | --------------- | ---- | ---------- |
| 1     | D'Angelo Brown  | GRN  | 3:58,96    |
| 2     | Asher Patel     | ARU  | 3:59,61    |
| 3     | Joel Morgan     | JAM  | 4:01,43    |
| 4     | Omare Thompson  | TTO  | 4:02,80    |
| 5     | Wyndel Beyde    | ARU  | 4:05,08    |
| 6     | Jake Smith      | BER  | 4:07,99    |
| 7     | Adriel Mitchell | GRN  | 4:11,71    |
| 8     | Darius Harding  | TTO  | 4:13,50    |

19. April

### 5000 m
| Platz | Athlet            | Land | Zeit (min) |
| ----- | ----------------- | ---- | ---------- |
| 1     | Wyndel Beyde      | ARU  | 15:58,94   |
| 2     | Christiaan Jansen | ARU  | 15:59,99   |
| 3     | Luke McIntyre     | BAR  | 16:06,00   |
| 4     | Fynn Armstrong    | BAR  | 16:13,91   |
| 5     | Isaiah Alder      | TTO  | 16:36,13   |
| 6     | Jake Smith        | BER  | 16:51,92   |
| 7     | Oliver Hayward    | BER  | 17:20,18   |
| 8     | Love Joseph       | TKS  | 17:39,85   |

21. April

### 110 m Hürden (99 cm)
| Platz | Athlet          | Land | Zeit (s) |
| ----- | --------------- | ---- | -------- |
| 1     | Shaquane Gordon | JAM  | 13,19 GR |
| 2     | Daniel Clarke   | JAM  | 13,21    |
| 3     | Tahj Brown      | BHS  | 13,82    |
| 4     | Tonovila Hicks  | HAI  | 13,96    |
| 5     | Jehiel Smikle   | BHS  | 14,02    |
| 6     | Cheyne West     | TTO  | 14,16    |
| 7     | Kyle Nedd       | GRN  | 14,30    |
|       | Tejuan Webeb    | SKN  | DNS      |

Finale: 21. April
Wind: −1,4 m/s

### 400 m Hürden
| Platz | Athlet                | Land | Zeit (s) |
| ----- | --------------------- | ---- | -------- |
| 1     | Robert Miller         | JAM  | 50,42    |
| 2     | Princewell Martin     | JAM  | 51,41    |
| 3     | Akanye Samuel-Francis | SKN  | 51,56    |
| 4     | Zion Davis            | BHS  | 51,77    |
| 5     | Cheyne West           | TTO  | 51,87    |
| 6     | Rashad Gibson         | BAR  | 53,81    |
| 7     | Jeremiah Francis      | TTO  | 57,34    |
|       | Kyle Nedd             | GRN  | DNF      |

Finale: 20. April

### 4 × 100 m Staffel
| Platz | Land                     | Athleten                                                          | Zeit (s) |
| ----- | ------------------------ | ----------------------------------------------------------------- | -------- |
| 1     | Jamaika                  | Jamal Stephenson Shaquane Gordon Antonio Powell Tyreece Foreman   | 39,56    |
| 2     | Trinidad und Tobago      | Trevaughn Stewart Kadeem Chinapoo Hakeem Chinapoo Dylan Woodruffe | 39,75    |
| 3     | Barbados                 | Makai King Jayden Green Kevion Newton Teon Haynes                 | 40,43    |
| 4     | Grenada                  | Ian George Emilio Bishop Ethan Sam Kneon Stanislaus               | 40,66    |
| 5     | Antigua und Barbuda      | Kevon Campbell Conroy Wilson Judah Ashe Daniel Skepple            | 41,01    |
| 6     | Bermuda                  | Norre Robinson Kyah Richardson Preston Ephraim Miles Outerbridge  | 42,02    |
| 7     | Britische Jungferninseln | Mario Carter J'Den Jackson Shaumal Donovan Latriel Williams       | 42,18    |
| 8     | St. Lucia                | Ryan Simeon Josiah Dupré Joaqwa Alexander Levern JN.Baptiste      | 42,67    |

Finale: 20. April

### 4 × 400 m Staffel
| Platz | Land                           | Athleten                                                               | Zeit (min) |
| ----- | ------------------------------ | ---------------------------------------------------------------------- | ---------- |
| 1     | Bahamas                        | Zion Davis Aiden Kelly Emmanual Adams Zion Miller                      | 3:06,18    |
| 2     | Jamaika                        | Daneil Wright Paul Henry Shavan Jarrett Tajh-Marques White             | 3:07,44    |
| 3     | Trinidad und Tobago            | Makaelan Woods Daeshaun Cole Ben-Israel Bannister Da Shaun Lezama      | 3:08,11    |
| 4     | Barbados                       | Shamari Greenidge-Lewis Tarell Johnson-Rouse Jayden Green Aaron Morris | 3:08,81    |
| 5     | Guyana                         | Afi Blair Kaidon Persaud Tishawn Easton Malachi Austin                 | 3:10,54    |
| 6     | Grenada                        | Kemron Mathlyn Qwanell Pierre Keelorn Moses Ian George                 | 3:13,41    |
| 7     | St. Vincent und die Grenadinen | Stephan Balson Akanye Samuel-Francis Jaheem Clarke Jaylen Bennett      | 3:16,88    |
| 8     | St. Lucia                      | Ryan Simeon Josiah Dupré Evann John Benique Man                        | 3:24,62    |

Finale: 21. April

### Hochsprung
| Platz | Athlet           | Land | Höhe (m) |
| ----- | ---------------- | ---- | -------- |
| 1     | Chavez Penn      | JAM  | 2,14     |
| 2     | Joshua Williams  | BHS  | 2,00     |
| 3     | Aaron McKenzie   | JAM  | 1,95     |
| 4     | Nathan King      | BAR  | 1,90     |
| 5     | Claudius Burrows | BHS  | 1,90     |
| 5     | Jules O'Garro    | BAR  | 1,90     |
| 7     | Jaidi James      | TTO  | 1,90     |
| 8     | Melique Evans    | TKS  | 1,80     |

20. April

### Stabhochsprung
| Platz | Athlet         | Land | Höhe (m) |
| ----- | -------------- | ---- | -------- |
| 1     | Kenny Moxey    | BAH  | 4,30     |
| 2     | Lucas Ledoux   | MTQ  | 4,10     |
| 3     | Tristan Carias | GLP  | 4,00     |
| 4     | Tedré O’Neil   | VIN  | 3,60     |

21. April
Der Bewerb wurde als offene Kategorie für beide Altersklassen abgehalten.

### Weitsprung
| Platz | Athlet                | Land | Weite (m) |
| ----- | --------------------- | ---- | --------- |
| 1     | Michael Andre Edwards | JAM  | 7,41      |
| 2     | William McKinney      | BHS  | 7,36      |
| 3     | Teon Haynes           | BAR  | 7,35      |
| 4     | Raminge Laker Dewindt | CUW  | 7,09      |
| 5     | Jeriah Lewis          | DMA  | 7,06      |
| 6     | J’Aivar Cato          | VIN  | 6,98      |
| 7     | Joshua Williams       | BHS  | 6,96      |
| 8     | Melique Evans         | TKS  | 6,95      |

20. April

### Dreisprung
| Platz | Athlet                | Land | Weite (m) |
| ----- | --------------------- | ---- | --------- |
| 1     | Chavez Penn           | JAM  | 16,14     |
| 2     | Michael-Andre Edwards | JAM  | 15,66     |
| 3     | Rodel Greene          | GUY  | 15,50     |
| 4     | William McKinney      | BHS  | 15,08     |
| 5     | Carlin Archer         | BHS  | 14,75     |
| 6     | Kristiano Perez       | TTO  | 14,75     |
| 7     | Joshua Winter         | TTO  | 14,70     |
| 8     | J’Aivar Cato          | VIN  | 14,68     |

21. April

### Kugelstoßen (6 kg)
| Platz | Athlet          | Land | Weite (m) |
| ----- | --------------- | ---- | --------- |
| 1     | Despiro Wray    | JAM  | 19,66     |
| 2     | Devonte Edwards | GRN  | 18,73     |
| 3     | Dylan Logan     | GRN  | 15,80     |
| 4     | Denzel Phillips | LCA  | 15,01     |
| 5     | Yudel Wisdom    | SKN  | 13,95     |
| 6     | Jamie Fraser    | GUY  | 13,35     |
| 7     | Kenny Moxey     | BHS  | 13,26     |
| 8     | Kialan Morton   | SKN  | 13,22     |

21. April

### Diskuswurf (1,75 kg)
| Platz | Athlet                 | Land | Weite (m) |
| ----- | ---------------------- | ---- | --------- |
| 1     | Joeseph Salmon         | JAM  | 56,82     |
| 2     | Dylan Logan            | GRN  | 52,57     |
| 3     | Devonte Edwards        | JAM  | 50,97     |
| 4     | Denzel Phillips        | LCA  | 45,37     |
| 5     | Jaydon Nedd            | TTO  | 44,37     |
| 6     | Jamie Andrian Fraser   | GUY  | 37,45     |
| 7     | Marquez Samuel Miggins | GUY  | 29,05     |

19. April

### Speerwurf
| Platz | Athlet            | Land | Weite (m) |
| ----- | ----------------- | ---- | --------- |
| 1     | Addison James     | DMA  | 67,48     |
| 2     | Tarique Daley     | JAM  | 61,55     |
| 3     | Rayvohn Telesford | GRN  | 61,41     |
| 4     | Aaron Aparicio    | TTO  | 57,04     |
| 5     | Ethan North       | BHS  | 56,75     |
| 6     | Malique Francis   | ATG  | 56,38     |
| 7     | Jaheem Clarke     | SKN  | 52,08     |
| 8     | Jaheem Homer      | TTO  | 52,59     |

20. April

### Zehnkampf
| Platz | Athlet          | Land | Punkte |
| ----- | --------------- | ---- | ------ |
| 1     | Tyrique Vincent | TTO  | 6522   |
| 2     | Jurel Clement   | GRN  | 6510   |
| 3     | Mattias Serin   | GLP  | 6249   |
| 4     | Jaquan Souden   | JAM  | 6151   |
| 5     | Jermahd Huggins | SKN  | 5726   |
| 6     | Nathanael Smith | BHS  | 5639   |
| 7     | Kaleb Campbell  | TTO  | 5507   |
| 8     | Paul Hewlett    | IVB  | 4952   |

19./20. April

## Frauen U20

### 100 m
| Platz | Athletin           | Land | Zeit (s) |
| ----- | ------------------ | ---- | -------- |
| 1     | Shanoya Douglas    | JAM  | 11,26    |
| 2     | Geolyna Dowdye     | ATG  | 11,43    |
| 3     | Shatalya Dorsett   | BHS  | 11,45    |
| 4     | Athaleyha Hinckson | GUY  | 11,54    |
| 5     | Solé Frederick     | TTO  | 11,55    |
| 6     | Sanaa Frederick    | TTO  | 11,58    |
| 7     | Sariah Doresca     | HAI  | 11,85    |
|       | Sabrina Dockery    | JAM  | DSQ      |

Finale: 19. April
Wind: +0,3 m/s

### 200 m
| Platz | Athletin         | Land | Zeit (s) |
| ----- | ---------------- | ---- | -------- |
| 1     | Shanoya Douglas  | JAM  | 23,02    |
| 2     | Solé Frederick   | TTO  | 23,43    |
| 3     | Sabrina Dockery  | JAM  | 23,45    |
| 4     | Shatalya Dorsett | BHS  | 23,45    |
| 5     | Sanaa Frederick  | TTO  | 23,46    |
| 6     | Breanne Barnett  | HAI  | 23,96    |
| 7     | Sofia Swindell   | ISV  | 24,76    |

Finale: 21. April
Wind: −0,3 m/s

### 400 m
| Platz | Athletin         | Land | Zeit (s) |
| ----- | ---------------- | ---- | -------- |
| 1     | Tianna Springer  | GUY  | 53,07    |
| 2     | Kadia Rock       | BAR  | 53,52    |
| 3     | Abrina Wright    | JAM  | 53,78    |
| 4     | Breanne Barnett  | HAI  | 54,20    |
| 5     | Shevaughn Thomas | JAM  | 54,28    |
| 6     | Kettia Ambrose   | ATG  | 55,13    |
| 7     | Kayla Charles    | TTO  | 56,27    |
| 8     | Emilie Montout   | GLP  | 56,40    |

Finale: 19. April

### 800 m
| Platz | Athletin       | Land | Zeit (min) |
| ----- | -------------- | ---- | ---------- |
| 1     | Michelle Smith | ISV  | 2:07,23    |
| 2     | Cindy Rose     | JAM  | 2:08,49    |
| 3     | Jovi Rose      | JAM  | 2:10,97    |
| 4     | Ashlyn Simmons | BAR  | 2:12,59    |
| 5     | Ameiah Samuel  | GRN  | 2:12,96    |
| 6     | Danya Skeete   | BAR  | 2:13,51    |
| 7     | Amaris Pope    | TTO  | 2:15,84    |
| 8     | Hannah Charles | ATG  | 2:17,15    |

21. April

### 1500 m
| Platz | Athletin         | Land | Zeit (min) |
| ----- | ---------------- | ---- | ---------- |
| 1     | Cindy Rose       | JAM  | 4:37,95    |
| 2     | Sushana Johnson  | JAM  | 4:40,83    |
| 3     | Attoya Harvey    | GUY  | 4:41,61    |
| 4     | Kayleigh Forde   | TTO  | 4:47,80    |
| 5     | Dena-Marie Barby | CUW  | 4:52,41    |
| 6     | Ameiah Samuel    | GRN  | 4:53,71    |
| 7     | Ashlyn Simmons   | BAR  | 4:53,83    |
| 8     | Hannah Charles   | ATG  | 4:54,21    |

19. April

### 3000 m
| Platz | Athletin         | Land | Zeit (min) |
| ----- | ---------------- | ---- | ---------- |
| 1     | Ashara Frater    | JAM  | 10:27,29   |
| 2     | Sushana Johnson  | JAM  | 10:28,01   |
| 3     | Osheá Cummings   | TTO  | 10:28,92   |
| 4     | Lashay Wilkinson | BAR  | 10:38,76   |
| 5     | Aniqah Bailey    | TTO  | 10:40,42   |
| 6     | Dena-Marie Barby | CUW  | 10:40,99   |
| 7     | Attoya Harvey    | GUY  | 10:41,88   |
| 8     | Jennifer Byass   | GUY  | 10:43,14   |

20. April
Dieser Bewerb wurde als offener Bewerb für beide Altersklassen ausgetragen.

### 100 m Hürden
| Platz | Athletin            | Land | Zeit (s) |
| ----- | ------------------- | ---- | -------- |
| 1     | Tiana Marshall      | JAM  | 13,50    |
| 2     | Maya Rollins        | BAR  | 13,80    |
| 3     | Bryana Davidson     | JAM  | 13,82    |
| 4     | Aaliyannah Anderson | CAY  | 13,94    |
| 5     | Sofia Swindell      | ISV  | 14,01    |
| 6     | Alika Harewood      | BAR  | 14,22    |
| 7     | Gianna Paul         | TTO  | 14,25    |
| 8     | Darvinique Dean     | BHS  | 14,52    |

Finale: 21. April
Wind: −0,8 m/s

### 400 m Hürden
| Platz | Athletin           | Land | Zeit (s) |
| ----- | ------------------ | ---- | -------- |
| 1     | Michelle Smith     | ISV  | 56,60    |
| 2     | Shevaughn Thomas   | JAM  | 58,60    |
| 3     | Jenna-Marie Thomas | TTO  | 59,60    |
| 4     | Kei-Mahri Hanna    | BHS  | 59,90    |
| 5     | Darvinique Dean    | BAH  | 61,56    |
| 6     | Emilie Montout     | GLP  | 62,53    |
| 7     | Natalia Eastman    | TTO  | 64,66    |
|       | Charissa December  | JAM  | DNS      |

Finale: 20. April

### 4 × 100 m Staffel
| Platz | Land                     | Athletinnen                                                            | Zeit (s) |
| ----- | ------------------------ | ---------------------------------------------------------------------- | -------- |
| 1     | Jamaika                  | Sabrina Dockery Tiana Marshall Abigail Wolfe Shanoya Douglas           | 43,65    |
| 2     | Bahamas                  | Khylee Wallace Shatalya Dorsett K'Leigh Davis Jamiah Nabbie            | 44,65    |
| 3     | Trinidad und Tobago      | Sierra Joseph Solé Frederick Noemi Theodore Sanaa Frederick            | 44,76    |
| 4     | Barbados                 | Alika Harewood Aniya Nurse Shayla Clarke Kadia Rock                    | 45,22    |
| 5     | Grenada                  | Shantay Augustine Cheffonia Houston Zanya Belfon Shade John            | 46,43    |
| 6     | Guadeloupe               | Oceane Saint-Hilaire Aaliyah Vanoukia Chloey Francoise Melodie Melfort | 47,03    |
| 7     | Britische Jungferninseln | Cristal Daley Taryn Augustine Shannia Johnson Shyra Stoutt             | 47,64    |

20. April

### 4 × 400 m Staffel
| Platz | Land                | Athletinnen                                                      | Zeit (min) |
| ----- | ------------------- | ---------------------------------------------------------------- | ---------- |
| 1     | Jamaika             | Abrin Wright Annastacia Hall Jovi Rose Shanoya Douglas           | 3:37,75    |
| 2     | Barbados            | Ashlyn Simmons Kadia Rock Aniya Nurse Ariel Archer               | 3:39,36    |
| 3     | Bahamas             | Kei-Mahri Hanna Makaiah Hitchman A'Karee Roberts Darvinique Dean | 3:48,21    |
| 4     | Trinidad und Tobago | Sierra Joseph Jenna-Marie Thomas Solé Frederick Kayla Charles    | 3:42,42    |
| 5     | Grenada             | Cheffonia Houston Shantay Augustine Ameiah Samuel Zanya Belfon   | 3:56,07    |
| 6     | Martinique          | Alexia Renel Gentilly Estelle Lou-Ana Pranzola Soraya Rotin      | 4:03,73    |

21. April

### Hochsprung
| Platz | Athletin           | Land | Höhe (m) |
| ----- | ------------------ | ---- | -------- |
| 1     | Daneille Noble     | JAM  | 1,80     |
| 2     | Shanniqua Williams | JAM  | 1,80     |
| 3     | Jah'kyla Morton    | IVB  | 1,70     |
| 4     | Nailah Browne      | BAR  | 1,70     |
| 5     | Zakaiya Hunte      | BAR  | 1,65     |
| 6     | Tenique Vincent    | TTO  | 1,60     |
| 7     | Koi Adderley       | BAH  | 1,60     |

21. April

### Stabhochsprung
| Platz | Athletin          | Land | Höhe (m) |
| ----- | ----------------- | ---- | -------- |
| 1     | Jade Ferguson     | BAH  | 3,10 GR  |
| 2     | Naya Jules        | LCA  | 3,00 NR  |
| 3     | Clémentine Carias | GLP  | 2,90     |
| 4     | Lou-Anna Pronzola | MTQ  | 2,70     |
| 5     | Anaiah Rolle      | BAH  | 2,70     |
| 6     | Coralee Alcan     | MTQ  | 2,60     |

19. April
Zum zweiten Mal wurde ein Stabhochsprungbewerb in der offenen Altersklasse für Mädchen ausgetragen.

### Weitsprung
| Platz | Athletin         | Land | Weite (m) |
| ----- | ---------------- | ---- | --------- |
| 1     | Gianna Paul      | TTO  | 6,48      |
| 2     | Janae De Gannes  | TTO  | 6,36      |
| 3     | Rohanna Sudlow   | JAM  | 6,15      |
| 4     | Brooklyn Lyttle  | BIZ  | 6,00      |
| 5     | Sabrina Atkinson | JAM  | 5,66      |
| 6     | Aaliyah Vanoukia | GLP  | 5,53      |
| 7     | Rivka Goede      | CUW  | 5,58      |
| 8     | Bayli Major      | BHS  | 5,53      |

20. April

### Dreisprung
| Platz | Athletin            | Land | Weite (m) |
| ----- | ------------------- | ---- | --------- |
| 1     | Keneisha Shelbourne | TTO  | 12,98     |
| 2     | Sabrina Atkinson    | JAM  | 12,83     |
| 3     | Léane Alfred        | GUF  | 12,82     |
| 4     | Tessa Clamy         | GLP  | 12,70     |
| 5     | Bayli Major         | BAH  | 12,46     |
| 6     | Rohanna Sudlow      | JAM  | 12,33     |
| 7     | Seannah Parsons     | TTO  | 12,23     |
| 8     | Brooklyn Lyttle     | BIZ  | 12,03     |

19. April

### Kugelstoßen
| Platz | Athletin          | Land | Weite (m) |
| ----- | ----------------- | ---- | --------- |
| 1     | Marla-Kay Lampart | JAM  | 17,44 CR  |
| 2     | Annae Mackey      | BAH  | 17,14     |
| 3     | Kimeka Smith      | JAM  | 14,95     |
| 4     | Savianna Joseph   | IVB  | 13,52     |
| 5     | Peyton Winter     | TTO  | 12,39     |
| 6     | Nattaly Lindo     | TTO  | 11,75     |
| 7     | Romeena Davis     | IVB  | 10,09     |
| 8     | Klara Cusson      | GUF  | 9,24      |

20. April

### Diskuswurf
| Platz | Athletin           | Land | Weite (m) |
| ----- | ------------------ | ---- | --------- |
| 1     | Annae Mackey       | BHS  | 53,87     |
| 2     | Shamoyea Morris    | JAM  | 50,60     |
| 3     | Marla-Kay Lampart  | JAM  | 50,35     |
| 4     | Adrianna Quamina   | TTO  | 47,11     |
| 5     | Ruth Irvine        | TTO  | 43,25     |
| 6     | Kijana Callwood    | IVB  | 40,37     |
| 7     | Godisha Joseph     | DMA  | 35,36     |
| 8     | Makeda Christopher | IVB  | 30,97     |

21. April

### Speerwurf
| Platz | Athletin         | Land | Weite (m) |
| ----- | ---------------- | ---- | --------- |
| 1     | Tasha Stubbs     | BHS  | 50,03     |
| 2     | Dior-Rae Scott   | BHS  | 45,61     |
| 3     | Angely Curiel    | CUW  | 40,08     |
| 4     | Naya Jules       | LCA  | 39,82     |
| 5     | Najila Donata    | CUW  | 39,56     |
| 6     | Lou Ann Bogerbe  | MTQ  | 39,20     |
| 7     | Sebastiana Reyes | SXM  | 36,67     |
| 8     | Lhoane Joseph    | GUF  | 32,91     |

19. April

### Siebenkampf
| Platz | Athletin          | Land | Punkte |
| ----- | ----------------- | ---- | ------ |
| 1     | Tenique Vincent   | TTO  | 5053   |
| 2     | Clementine Carias | GLP  | 4701   |
| 3     | Aaliyah Evans     | BHS  | 4625   |
| 4     | Calah McDonald    | JAM  | 4601   |
| 5     | A'Sia McMaster    | IVB  | 4117   |
| 6     | Nyema Taylor      | BAR  | 3971   |
| 7     | Thalia Daysant    | GRN  | 3717   |
| 8     | Sebastiana Reyes  | SXM  | 3528   |

20./21. April
Der Bewerb wurde als offene Kategorie für beide Altersklassen abgehalten.

## Jungen U17

### 100 m
| Platz | Athlet             | Land | Zeit (s) |
| ----- | ------------------ | ---- | -------- |
| 1     | Michael Graham     | JAM  | 10,53    |
| 2     | Tiondre Frett      | IVB  | 10,59    |
| 3     | Jaydon Collins     | JAM  | 10,68    |
| 4     | Alex Seepersad     | TTO  | 10,74    |
| 5     | Ezekiel Millington | GUY  | 10,76    |
| 6     | Kamron Henfield    | BHS  | 10,86    |
| 7     | Jamaal Deloach     | BHS  | 10,92    |
|       | Ricardo Mann       | LCA  | DNF      |

Finale: 19. April
Wind: 0,0 m/s

### 200 m
| Platz | Athlet           | Land | Zeit (s) |
| ----- | ---------------- | ---- | -------- |
| 1     | Eagan Neely      | BHS  | 21,22    |
| 2     | Tiondre Frett    | IVB  | 21,52    |
| 3     | Dahrion Belgrave | BAR  | 21,69    |
| 4     | Jaydon Collins   | JAM  | 21,78    |
| 5     | Karmal Joseph    | GRN  | 22,04    |
| 6     | Alex Seepersad   | TTO  | 22,27    |
| 7     | Javon Simon      | ATG  | 22,51    |
|       | Jayden Goodridge | TTO  | DNS      |

Finale: 21. April
Wind: +0,2 m/s

### 400 m
| Platz | Athlet            | Land | Zeit (s) |
| ----- | ----------------- | ---- | -------- |
| 1     | Eagan Neely       | BHS  | 47,80    |
| 2     | Diwayne Sharpe    | JAM  | 48,27    |
| 3     | Zachary Wall      | BAR  | 48,63    |
| 4     | Brion Scott       | TTO  | 48,89    |
| 5     | Karmal Joseph     | GRN  | 49,10    |
| 6     | Jonathan Higgs    | BHS  | 49,14    |
| 7     | Adé Devensi Sealy | GUY  | 49,42    |
| 8     | Javon Simon       | ATG  | 49,58    |

Finale: 19. April

### 800 m
| Platz | Athlet          | Land | Zeit (min) |
| ----- | --------------- | ---- | ---------- |
| 1     | Brion Scott     | TTO  | 1:56,48    |
| 2     | Luke Plummer    | JAM  | 1:58,13    |
| 3     | Yohance Carty   | JAM  | 1:58,16    |
| 4     | Darion Whiteman | TTO  | 1:59,23    |
| 5     | Tyreek Thomas   | GRN  | 2:01,40    |
| 6     | Bryson Anderson | GUY  | 2:01,61    |
| 7     | Nahjah Wyatte   | SXM  | 2:02,97    |
|       | Surii Russell   | BER  | DSQ        |

Finale: 21. April

### 1500 m
| Platz | Athlet            | Land | Zeit (min) |
| ----- | ----------------- | ---- | ---------- |
| 1     | Christopher Sammy | TTO  | 4:09,65    |
| 2     | Cameron Adkins    | BER  | 4:12,86    |
| 3     | Luke Plummer      | JAM  | 4:13,54    |
| 4     | Kyden Thurston    | BHS  | 4:15,04    |
| 5     | Ebo Shafir McNeil | GUY  | 4:18,49    |
| 6     | Armani Dillon     | TTO  | 4:20,66    |
| 7     | Carvel Nooks      | JAM  | 4:26,19    |
| 8     | Kemori Francis    | ISV  | 4:26,60    |

19. April

### 3000 m
| Platz | Athlet            | Land | Zeit (min) |
| ----- | ----------------- | ---- | ---------- |
| 1     | Christopher Sammy | TTO  | 9:11,51    |
| 2     | Armani Dillon     | TTO  | 9:12,22    |
| 3     | Ebo McNeil        | GUY  | 9:22,61    |
| 4     | Cameron Adkins    | BER  | 9:23,01    |
| 5     | Kyden Thurston    | BHS  | 9:30,58    |
| 6     | Sanchez Smith     | BER  | 10:07,59   |
| 7     | Omarion Edwin     | LCA  | 9:58,08    |
| 8     | Kenneth Gurley    | VIN  | 10:31,80   |

20. April

### 110 m Hürden (91,4 cm)
| Platz | Athlet            | Land | Zeit (s) |
| ----- | ----------------- | ---- | -------- |
| 1     | Jahcario Wilson   | BAH  | 13,70    |
| 2     | Brandon Bennett   | JAM  | 14,08    |
| 3     | Mark-Daniel Allen | JAM  | 14,30    |
| 4     | Rohman Rolle      | BHS  | 14,65    |
| 5     | Rashawn Holder    | BAR  | 14,87    |
| 6     | Devonte Romeo     | TTO  | 15,33    |
|       | Omari Brown       | TTO  | DSQ      |

21. April
Wind: −0,7 m/s

### 400 m Hürden (84 cm)
| Platz | Athlet              | Land | Zeit (s) |
| ----- | ------------------- | ---- | -------- |
| 1     | Jahcario Wilson     | BHS  | 52,44    |
| 2     | Jaeden Campbell     | JAM  | 53,61    |
| 3     | Eshanee Porter      | JAM  | 54,26    |
| 4     | Jonathan Higgs      | BHS  | 54,34    |
| 5     | Jakobi Browne-Smith | BAR  | 54,79    |
| 6     | De Andre Isidore    | LCA  | 54,82    |
| 7     | Jhariel Williams    | TTO  | 60,68    |
| 8     | Devonte Romeo       | TTO  | 60,76    |

20. April

### 4 × 100 m Staffel
| Platz | Land                         | Athleten                                                       | Zeit (s) |
| ----- | ---------------------------- | -------------------------------------------------------------- | -------- |
| 1     | Bahamas                      | Jamaal Delouch Jahcario Wilson J'Mari Moss Eagan Neely         | 41,11    |
| 2     | Grenada                      | Nathaniel Douglas Delron John Crystophe Calliste Karmal Joseph | 41,40    |
| 3     | Trinidad und Tobago          | Khordel Lewis Jquan Douglas Jayden Goodridge Alex Seepersad    | 41,61    |
| 4     | Barbados                     | Kodi Small Dahrion Belgrave Josiah Gill Jahkye Brewster        | 41,68    |
| 5     | Jamaika                      | Jaydon Collins Michael Graham Diwayne Sharpe Brandon Bennett   | 41,71    |
| 6     | Turks- und Caicosinseln      | Daens Saint Hilaire Kimani Deane Dylan Gardiner Rayvon Black   | 42,96    |
| 7     | Amerikanische Jungferninseln | Micah Dominique Kennedy Coggins Juvante Hurst Jah'quan Creque  | 44,02    |

Finale: 20. April

### 4 × 400 m Staffel
| Platz   | Land                                                               | Athleten                                                        | Zeit (min) |
| ------- | ------------------------------------------------------------------ | --------------------------------------------------------------- | ---------- |
| 1       | Bahamas                                                            | Jonathan Higgs Jahcario Wilson Jireh Woodside Eagan Neely       | 3:12,72 GR |
| 2       | Jamaika                                                            | Jaeden Campbell Rushaine Richards Eshanee Porter Diwayne Sharpe | 3:19,25    |
| 3       | Barbados                                                           | Zachary Wall Aidan Moore Jakobi Browne-Smith Jahkye Brewster    | 3:15,95    |
| 4       | Grenada                                                            | Nathanael Douglas Karmal Joseph Jovanie Green Tyreek Thomas     | 3:24,62    |
| 5       | Guyana                                                             | Deuquan Farrell Lamar Yaw Adé Sealy Danangelo Smith             | 3:26,46    |
| 6       | St. Kitts und Nevis                                                | Kymarni Newton Kaiem Liburd Najeeb Kelly Nemdhari Abijah        | 3:26,46    |
|         | Trinidad und Tobago                                                | Khordel Smith Darion Whiteman Khordae Lewis Brion Scott         | DSQ        |
| Bermuda | David Morris Surii Russell Sanchez Smith Zydon Lightbourne Furbert | DSQ                                                             |            |

Finale: 21. April

### Hochsprung
| Platz | Athlet             | Land | Höhe (m) |
| ----- | ------------------ | ---- | -------- |
| 1     | Selethel Johnson   | JAM  | 2,03     |
| 2     | Obadiah Cherizar   | BHS  | 1,95     |
| 3     | Joshua Telesford   | GRN  | 1,95     |
| 4     | Nikaro Johnson     | JAM  | 1,95     |
| 5     | Dwight Hewitt      | CAY  | 1,85     |
| 6     | Ainsworth Ferguson | BHS  | 1,80     |
| 7     | Michal Paul        | TTO  | 1,80     |
| 8     | Marcus Henry       | ATG  | 1,75     |

20. April

### Weitsprung
| Platz | Athlet             | Land | Weite (m) |
| ----- | ------------------ | ---- | --------- |
| 1     | Amani Phillips     | JAM  | 7,49      |
| 2     | Michael Graham     | JAM  | 7,33      |
| 3     | Michal Paul        | TTO  | 7,03      |
| 4     | Elijah Soanes      | TTO  | 6,95      |
| 5     | Terrin Beckles     | BHS  | 6,68      |
| 6     | Jazzair Best       | BAR  | 6,65      |
| 7     | David Williams     | GUY  | 6,63 w    |
| 8     | Crystophe Calliste | GRN  | 6,18 w    |

21. April

### Dreisprung
| Platz | Athlet             | Land | Weite (m) |
| ----- | ------------------ | ---- | --------- |
| 1     | Amani Phillips     | JAM  | 15,58 w   |
| 2     | Crystophe Calliste | GRN  | 15,25 w   |
| 3     | Khi-Anthony Hall   | JAM  | 14,21 w   |
| 4     | Ainsworth Ferguson | BHS  | 14,05     |
| 5     | Lyndavion Storr    | BHS  | 13,55     |
| 6     | Roshaun Phillips   | VIN  | 13,03     |
| 7     | Keyron Hudson      | GUF  | 132,73    |
| 8     | Jhariel Williams   | TTO  | 12,54 w   |

19. April

### Kugelstoßen (5 kg)
| Platz | Athlet             | Land | Weite (m) |
| ----- | ------------------ | ---- | --------- |
| 1     | Kamari Kennedy     | JAM  | 18,90 GR  |
| 2     | Jayden Walcott     | BAR  | 17,42     |
| 3     | Brandon Lawrence   | JAM  | 16,82     |
| 4     | Carmelj'o Woodside | BHS  | 14,66     |
| 5     | Alexander Alfred   | TTO  | 14,24     |
| 6     | Kamaal Armstrong   | BAR  | 13,93     |
| 7     | Jaafari Shaw       | TTO  | 13,78     |
| 8     | Nathaniel Samaroo  | GUY  | 13,56     |

20. April

### Diskuswurf (1,5 kg)
| Platz | Athlet           | Land | Weite (m) |
| ----- | ---------------- | ---- | --------- |
| 1     | Kamari Kennedy   | JAM  | 60,87 GR  |
| 2     | Brandon Lawrence | JAM  | 49,00     |
| 3     | Kaiden Kemp      | BHS  | 47,71     |
| 4     | Jayden Walcott   | BAR  | 45,69     |
| 5     | Kazim Telesford  | GRN  | 44,44     |
| 6     | Nykel Gomez      | TTO  | 44,18     |
| 7     | Rayvon Black     | TKS  | 42,56     |
| 8     | Kamaal Armstrong | BAR  | 41,52     |

21. April

### Speerwurf (700 g)
| Platz | Athlet           | Land | Weite (m) |
| ----- | ---------------- | ---- | --------- |
| 1     | Ahkeel Williams  | BHS  | 57,71     |
| 2     | Wyatt Cartwright | BHS  | 55,74     |
| 3     | Jasano Henderson | SKN  | 54,36     |
| 4     | Abijah Nemdhari  | SKN  | 53,78     |
| 5     | Thomas Bernard   | GLP  | 53,01     |
| 6     | Delron John      | GRN  | 51,68     |
| 7     | Tannon Niemeyer  | TTO  | 50,15     |
| 8     | Aaron Baird      | TTO  | 47,42     |

19. April

### Achtkampf
| Platz | Athlet          | Land | Punkte |
| ----- | --------------- | ---- | ------ |
| 1     | Omari Brown     | TTO  | 5158   |
| 2     | Shyiem Phillip  | GRN  | 4766   |
| 3     | Kamron Henfield | BHS  | 4572   |
| 4     | Kristoff Munroe | BHS  | 4417   |
| 5     | Kevaun Grant    | JAM  | 4099   |

19./20. April

## Mädchen U17

### 100 m
| Platz | Athletin           | Land | Zeit (s) |
| ----- | ------------------ | ---- | -------- |
| 1     | Jady Emmanuel      | LCA  | 11,50    |
| 2     | Adora Campbell     | JAM  | 11,78    |
| 3     | Brion Ward         | BHS  | 11,78    |
| 4     | Shayon Smith       | JAM  | 11,86    |
| 5     | Mikayla Granderson | TTO  | 12,22    |
| 6     | M'Kenzii Brabbe    | IVB  | 12,26    |
| 7     | Kenisha Richards   | VIN  | 12,31    |
| 8     | Taree Forbes       | BHS  | 12,45    |

Finale: 19. April
Wind: +0,2 m/s

### 200 m
| Platz | Athletin           | Land | Zeit (s) |
| ----- | ------------------ | ---- | -------- |
| 1     | Emmanuel Emmanuel  | LCA  | 23,47    |
| 2     | Keyezra Thomas     | BHS  | 23,67    |
| 3     | Tyra Fenton        | ATG  | 23,68    |
| 4     | Brion Ward         | BHS  | 24,11    |
| 5     | Rihanna Scott      | JAM  | 24,35    |
| 6     | Mkenzii Crabbe     | IVB  | 24,40    |
| 7     | Daquana Howell     | CAY  | 24,60    |
|       | Mikayla Granderson | TTO  | DNS      |

Finale: 21. April
Wind: −0,4 m/s

### 400 m
| Platz | Athletin            | Land | Zeit (s) |
| ----- | ------------------- | ---- | -------- |
| 1     | Tyra Fenton         | ATG  | 53,93    |
| 2     | Keyezra Thomas      | BHS  | 54,34    |
| 3     | De'cheynelle Thomas | SKN  | 55,71    |
| 4     | Eden Chee-Wah       | TTO  | 56,48    |
| 5     | Shameika McLean     | JAM  | 58,21    |
| 6     | Tracey-Ann Evans    | JAM  | 58,97    |
| 7     | Gabrielle Facey     | LCA  | 60,16    |

Finale: 19. April

### 800 m
| Platz | Athletin         | Land | Zeit (min) |
| ----- | ---------------- | ---- | ---------- |
| 1     | Alikay Reynolds  | JAM  | 2:12,57    |
| 2     | Kevongaye Fowler | JAM  | 2:14,01    |
| 3     | Shian Lewis      | TTO  | 2:15,03    |
| 4     | Annalisa Brown   | GRN  | 2:16,35    |
| 5     | Aisha Wajid      | HAI  | 2:16,54    |
| 6     | Annie Logie      | GRN  | 2:19,64    |
| 7     | Chanecia Bryan   | BAR  | 2:25,83    |
| 8     | Amaris Munya     | BER  | 2:25,62    |

Finale: 21. April

### 1500 m
| Platz | Athletin        | Land | Zeit (min) |
| ----- | --------------- | ---- | ---------- |
| 1     | Osheá Cummings  | TTO  | 4:44,62    |
| 2     | Aisha Wajid     | HAI  | 4:45,20    |
| 3     | Denique Palmer  | JAM  | 4:47,50    |
| 4     | Shian Lewis     | TTO  | 4:53,83    |
| 5     | Annalisa Brown  | GRN  | 4:53,89    |
| 6     | Fallon Siriban  | HAI  | 4:56,94    |
| 7     | Annie Logie     | GRN  | 5:04,88    |
| 8     | Esther McKinnon | GUY  | 5:05,17    |

19. April

### 100 m Hürden (76,2 cm)
| Platz | Athletin           | Land | Zeit (s) |
| ----- | ------------------ | ---- | -------- |
| 1     | Malayia Duncan     | JAM  | 13,34    |
| 2     | Nickayla Russell   | JAM  | 13,71    |
| 3     | Jasmine Thompson   | BHS  | 14,33    |
| 4     | Jayla Smith        | BHS  | 14,86    |
| 5     | Sha Fernandes      | CUW  | 14,89    |
| 6     | Zariah Pascall     | TTO  | 15,03    |
| 7     | Ta-Junique Huggins | SKN  | 15,04    |
| 8     | Khemyah Anderson   | TTO  | 15,86    |

21. April
Wind: −0,8 m/s

### 400 m Hürden
| Platz | Athletin        | Land | Zeit (min) |
| ----- | --------------- | ---- | ---------- |
| 1     | Syrmiah Crawley | BHS  | 1:02,85    |
| 2     | Durlaina Rouse  | TTO  | 1:03,48    |
| 3     | Alyssa Carty    | JAM  | 1:03,62    |
| 4     | Zariah Pascall  | TTO  | 1:05,73    |
| 5     | Denika Gittens  | BHS  | 1:06,27    |
| 6     | Safiya Prasad   | ISV  | 1:09,15    |
| 7     | Keona Balentien | BON  | 1:11,04    |

20. April

### 4 × 100 m Staffel
| Platz | Land                         | Athletinnen                                                        | Zeit (s) |
| ----- | ---------------------------- | ------------------------------------------------------------------ | -------- |
| 1     | Jamaika                      | Shayon Smith Adora Campbell Malayia Duncan Rihanna Scott           | 44,86 CR |
| 2     | Bahamas                      | Jazae Johnson Brion Ward Taree Forbes Keyezra Thomas               | 45,36    |
| 3     | Trinidad und Tobago          | Zada Charles Xaiah Tobias Eden Chee-Wah Mikayla Granderson         | 45,96    |
| 4     | Cayman Islands               | Gabrielle Cooke Jeleah Maize Daquana Howell Alafia Smith           | 47,08    |
| 5     | Barbados                     | Taylor-Rai Wiggins Krystal Bentham Jahzara Inniss Alexus Mascol    | 47,49    |
| 6     | Britische Jungferninseln     | Macayla Logan M'Kenzii Crabbe Deneil Clarke Sam'asia Leonard       | 47,52    |
| 7     | St. Lucia                    | Barbara Marie Maximin Jady Emmanuel Gabrielle Facey Destinee Cenac | 47,64    |
|       | Amerikanische Jungferninseln | Faith Eatmon Safiya Prasad Aminah Prasad Charlise Morris           | 50,93    |

Finale: 20. April

### 4 × 400 m Staffel
| Platz | Land                | Athletinnen                                                       | Zeit (min) |
| ----- | ------------------- | ----------------------------------------------------------------- | ---------- |
| 1     | Jamaika             | Shameika McLean Kevongaye Fowler Alikay Reynolds Tracey-Ann Evans | 3:39,39    |
| 2     | Bahamas             | Syrmiah Crawley Keyezra Thomas Brion Ward Denika Gittens          | 3:45,27    |
| 3     | Trinidad und Tobago | Kyah Hyson Eden Chee-Wah Durlaina Rouse Shian Lewis               | 3:47,25    |
| 4     | Barbados            | Leemiah London Chanecia Bryan Savannah Thorne Krystal Bentham     | 3:54,11    |
| 5     | Grenada             | Annie Logie Christanna Charles Arianna James Annalisa Brown       | 3:56,89    |
| 6     | Guyana              | Angel Jeffrey Esther McKinnon Adanya Glen Kaymayra Lacon          | 4:09,26    |
|       | St. Lucia           | Isabella Emilienne Destinee Cenac Maiya Landers Gabrielle Facey   | DSQ        |

21. April

### Hochsprung
| Platz | Athletin            | Land | Höhe (m) |
| ----- | ------------------- | ---- | -------- |
| 1     | Sackoya Palmer      | JAM  | 1,71     |
| 2     | Shania Mottley      | BAR  | 1,71     |
| 3     | Destinee Cenac      | LCA  | 1,68     |
| 4     | Alexandria Komolafe | BHS  | 1,68     |
| 5     | Keyezra Thomas      | BHS  | 1,65     |
| 6     | Kiami-Rae Orford    | BAR  | 1,65     |
| 7     | Kalijah Caines      | SKN  | 1,50     |
| 8     | Reyann Graham       | TTO  | 1,45     |

19. April

### Weitsprung
| Platz | Athletin         | Land | Weite (m) |
| ----- | ---------------- | ---- | --------- |
| 1     | Jazae Johnson    | BHS  | 6,07      |
| 2     | Taree Forbes     | BHS  | 5,85 w    |
| 3     | Delora Johnson   | CAY  | 5,40      |
| 4     | Tshani Armstrong | JAM  | 5,37      |
| 5     | Sackoya Palmer   | JAM  | 5,34      |
| 6     | Xiah Tobias      | TTO  | 5,29 w    |
| 7     | Reyann Graham    | TTO  | 5,20      |
| 8     | Sendia Marcel    | TKS  | 5,14 w    |

20. April

### Dreisprung
| Platz | Athletin           | Land | Weite (m) |
| ----- | ------------------ | ---- | --------- |
| 1     | Christanna Charles | GRN  | 12,05     |
| 2     | Jazae Johnson      | BHS  | 11,99     |
| 3     | Mélodie Peux       | MTQ  | 11,81     |
| 4     | Tshani Armstrong   | JAM  | 11,73     |
| 5     | Noor Mavinga       | MTQ  | 11,72 w   |
| 6     | Dallas Strachan    | BAH  | 10,99     |
| 7     | Zia Benjamin       | GUF  | 10,58     |
| 8     | Shania Mottley     | BAR  | 10,50     |

21. April

### Kugelstoßen (3 kg)
| Platz | Athletin          | Land | Weite (m) |
| ----- | ----------------- | ---- | --------- |
| 1     | Gabriella Linton  | CAY  | 14,07     |
| 2     | Jamie-Lee Tulloch | JAM  | 13,02     |
| 3     | Ranique Richards  | ATG  | 12,57     |
| 4     | Ahnae Smith       | BHS  | 12,35     |
| 5     | Chloe Blackman    | BAR  | 12,08     |
| 6     | Naomi Augustine   | GRN  | 11,36     |
| 7     | T'Arjahnaye Green | BHS  | 11,26     |
| 8     | Davieka Lewis     | JAM  | 11,22     |

19. April

### Diskuswurf
| Platz | Athletin          | Land | Weite (m) |
| ----- | ----------------- | ---- | --------- |
| 1     | Kaliah Haye       | CAY  | 44,91     |
| 2     | Davieka Lewis     | JAM  | 40,81     |
| 3     | Jamie-Lee Tulloch | JAM  | 37,65     |
| 4     | Addalia Sylvester | TTO  | 33,90     |
| 5     | Chloe Blackman    | BAR  | 33,00     |
| 6     | T'Arjahnaye Green | BHS  | 32,57     |
| 7     | Ahnae Smith       | BHS  | 32,42     |
| 8     | Naomi Agustine    | GRN  | 28,77     |

20. April

### Speerwurf (500 g)
| Platz | Athletin         | Land | Weite (m) |
| ----- | ---------------- | ---- | --------- |
| 1     | Zonique Charles  | ATG  | 46,29     |
| 2     | Tatiana Sousa    | BER  | 42,24     |
| 3     | Eboni Brathwaite | BAR  | 39,16     |
| 4     | Keely Deveaux    | BHS  | 37,15     |
| 5     | Niaviv Matrona   | CUW  | 35,93     |
| 6     | Karissa Williams | TTO  | 22,45     |

21. April

## Mixed

### 4 × 400 m Staffel
| Platz | Land                | Athleten                                                        | Zeit (min) |
| ----- | ------------------- | --------------------------------------------------------------- | ---------- |
| 1     | Bahamas             | Emanuel Adams Makaiah Hitchman Zion Miller Jamiah Nabbie        | 3:23,97    |
| 2     | Jamaika             | Daniel Wright Annastacia Hall Paul Henry Jovi Rose              | 3:25,29    |
| 3     | Grenada             | Keelorn Moses Cheffonia Houston Kyle Nedd Ameiah Samuel         | 3:27,46    |
| 4     | Barbados            | Keiron Haynes Ariel Archer Shamari Greenidge-Lewis Danya Skeete | 3:28,54    |
| 5     | Antigua und Barbuda | Cleon Joseph Kettia Ambrose Judah Ashe Shenika Bentick          | 3:36,25    |
| 6     | Trinidad und Tobago | Joshua Perry Sierra Joseph Ben Israel Bannister Kayla Charles   | 3:44,14    |
| 7     | Dominica            | Chris Lee Toussaint Akiesha Luke Sean Vidal Dalisha Guiste      | 3:42,18    |

19. April

## Medaillenspiegel
| Platz | Land                         |    |    |    |    |
| ----- | ---------------------------- | -- | -- | -- | -- |
| 1     | Jamaika                      | 19 | 15 | 11 | 45 |
| 2     | Bahamas                      | 7  | 5  | 4  | 16 |
| 3     | Trinidad und Tobago          | 4  | 4  | 5  | 13 |
| 4     | Amerikanische Jungferninseln | 2  | 0  | 0  | 2  |
| 5     | Barbados                     | 1  | 3  | 4  | 8  |
| 5     | Grenada                      | 1  | 3  | 4  | 8  |
| 7     | Aruba                        | 1  | 2  | 0  | 3  |
| 8     | Guyana                       | 1  | 1  | 2  | 4  |
| 8     | Dominica                     | 1  | 0  | 0  | 1  |
| 9     | Guadeloupe                   | 0  | 1  | 3  | 3  |
| 10    | Antigua und Barbuda          | 0  | 1  | 0  | 1  |
| 10    | Martinique                   | 0  | 1  | 0  | 1  |
| 10    | St. Lucia                    | 0  | 1  | 0  | 1  |
| 13    | Britische Jungferninseln     | 0  | 0  | 1  | 1  |
| 13    | Curaçao                      | 0  | 0  | 1  | 1  |
| 13    | Französisch-Guayana          | 0  | 0  | 1  | 1  |
| 13    | St. Kitts und Nevis          | 0  | 0  | 1  | 1  |